# Radogoszcz (Basse-Silésie)
Pour l’article homonyme, voir Radogoszcz (Poméranie).
Radogoszcz est une localité polonaise de la gmina et du powiat de Lubań en voïvodie de Basse-Silésie.

## Histoire
De 1816 à 1945, Wünschendorf fait partie de l'arrondissement de Lauban dans le district de Liegnitz au sein de la province de Silésie.